# آبشار هورمونی
آبشار هورمونی(به انگلیسی: biochemical cascade) (و یا Hormonal Cascade یا مسیر سیگنالی) عبارت است از مجموعه‌ای از واکنش‌های شیمیایی که به‌وسیله تحریک آغازینی ( به نام پیام اول) شروع می‌شوند تا در نهایت باعث تغییر ژنتیکی در داخل سلول به دلیل پیام‌های بعدی به روی گیرنده‌ای شوند که این توالی همین‌طور باعث تشدید پیام اول نیز خواهد شد. و در نهایت در سلول‌های تاثیرگذار باعث واکنش سلول به محرک می‌شوند. در هر گامی از آبشار هورمونی، عوامل کنترل‌کننده بسیاری برای تنظیم اعمال سلولی و پاسخ‌گویی مناسبش وارد می‌شوند تا عمل به درستی انجام شود و این اتفاق به تغییراتی درونی و بیرونی رهنمون شود.